# 西原梨花
西原 梨花（にしはら りか、生年非公表）は、日本の女性漫画家。2013年に『マガジンSPECIAL』の読み切り「メカニカル彼女」でデビュー。2014年、同誌にて『魔法使いの事情』で連載デビューした。

## 作風
人間への共感を基調に、独特の雰囲気とペーソスを描き出している。
「メカニカル彼女」では、事故から生還した代償に機械の体となったアガタが、機械いじりの好きな少年ロクイとの出会いを通して劣等感を克服していく姿を描いた。雷句誠は新人賞選考に際し本作を「力強い絵を作ろうとしている姿勢が良い」と評し、絶賛した。『魔法使いの事情』では、魔法を使えるが、能力と引き換えに何かを犠牲にせざるを得ない孤独に向かい合う少年少女をオムニバスで描いた。『落ちてるふたり』では、奔放に振る舞う女子大生「明石さん」に振り回されながらも惹 かれていく隣人アキヨシと、彼に惹かれていくクラスメイトたちを描いた。  
『きみは透明無彩色』(ペンネーム・鹿古みなと)でアフタヌーン四季賞2021秋 準入選受賞後は、青年漫画へ移行する。その後発表した『ボールドを鳴らして』など作品は 繊細な人物描写や胸にささるセリフなどが秀逸。Twitterに投稿した『姉に似ている女の子』はネーム原稿ながら1.1万リツイートで多数の感動したとのメッセージが寄せられた。

## 作品リスト

### 連載
- 魔法使いの事情（『マガジンSPECIAL』2014年8号 - 2015年6号、全2巻）
- 落ちてるふたり（『マガジンポケット』2018年3月24日 - 2018年9月15日、全2巻）

### 読み切り
- メカニカル彼女（『マガジンSPECIAL』2013年2号）
- 魔法使いの事情（『マガジンSPECIAL』2013年10号、読み切り版）
- ボールドを鳴らして（『good!アフタヌーン』2022年7号）